# Pompás halkapó
A pompás halkapó (Halcyon badia) a madarak osztályának szalakótaalakúak (Coraciiformes) rendjébe és a jégmadárfélék (Alcedinidae) családjába tartozó faj.

## Rendszerezése
A fajt Jules Verreaux és Édouard Verreaux írták le 1851-ben, Halcyon (Cancrophaga) badia néven.

## Előfordulása
Angola, Dél-Szudán, Elefántcsontpart, Egyenlítői-Guinea, Gabon, Ghána, Guinea, Libéria, Kamerun, a Kongói Köztársaság, a Kongói Demokratikus Köztársaság, a Közép-afrikai Köztársaság, Nigéria, Sierra Leone, Szudán és Uganda területén honos.
Természetes élőhelyei a szubtrópusi és trópusi síkvidéki és hegyi esőerdők, valamint szavannák. Állandó, nem vonuló faj.

## Megjelenése
Testhossza 21 centiméter, testtömege 47-65 gramm.

## Természetvédelmi helyzete
Az elterjedési területe rendkívül nagy, egyedszáma ugyan csökkenő, de még nem éri el a kritikus szintet. A Természetvédelmi Világszövetség Vörös listáján nem fenyegetett fajként szerepel.